# Бернина (перевал)
Берни́на или Берни́напасс (нем. Berninapass, итал. Passo del Bernina) — высокогорный перевал в Альпах, Швейцария. Его высота — 2 328 метров над уровнем моря. Он соединяет долины Энгадин и Вальпоскьяво в кантоне Граубюнден (и далее на юг с долиной Вальтеллина в Ломбардии, Италия).
Ближайшие к перевалу населённые пункты — Понтрезина (нем. Pontresina, 1 805 над уровнем моря, в 13 км от перевала), и Сан-Карло ди Поскьяво (нем. San Carlo di Poschiavo, (1 093 м, в 8 км от перевала).
Седловина перевала широкая, на ней расположены два озера: Лей Наир (романш. Lej Nair), относящееся к бассейну реки Инн, и Лаго Бьянко (итал. Lago Bianco), принадлежащее к бассейну реки По. Перевал Бернина лежит на Большом европейском водоразделе, разделяющем бассейны Чёрного и Адриатического морей.
Перевал также является естественной границей распространения рето-романского и итальянского языков.
На перевале находится горный приют Ospizio Bernina.
Через перевал проходят железнодорожная линия Бернина Ретийской железной дороги, соединяющая Санкт-Мориц (Швейцария) с Тирано (Италия), и автомобильная дорога.

## История
Перевал Бернина был известен ещё с бронзового века, что подтверждается археологическими находками в Санкт-Морице и Тельо (итал. Teglio). В течение нескольких столетий перевал Бернина являлся основным связующим маршрутом между Верхним Энгадином и Вальтеллиной. Регулярно его стали использовать только в средние века, хотя он не был так популярен, как перевал Малоя или Офенпасс.

## Железные и канатные дороги
Первая очередь железной дороги через перевал Бернина открылась в 1908 году, электрифицированная узкоколейная железная дорога была в ведена в эксплуатацию в 1910 году, а с 1913 года дорога стала работать и в зимний период.
В 1956 году была построена канатная дорога Бернина—Дьяволецца в горнолыжном регионе на горе Мунт Перс в северной части перевала; а в 1980 году она была реконструирована. C 1963 года действует канатная дорога на Пиц Лагальб.

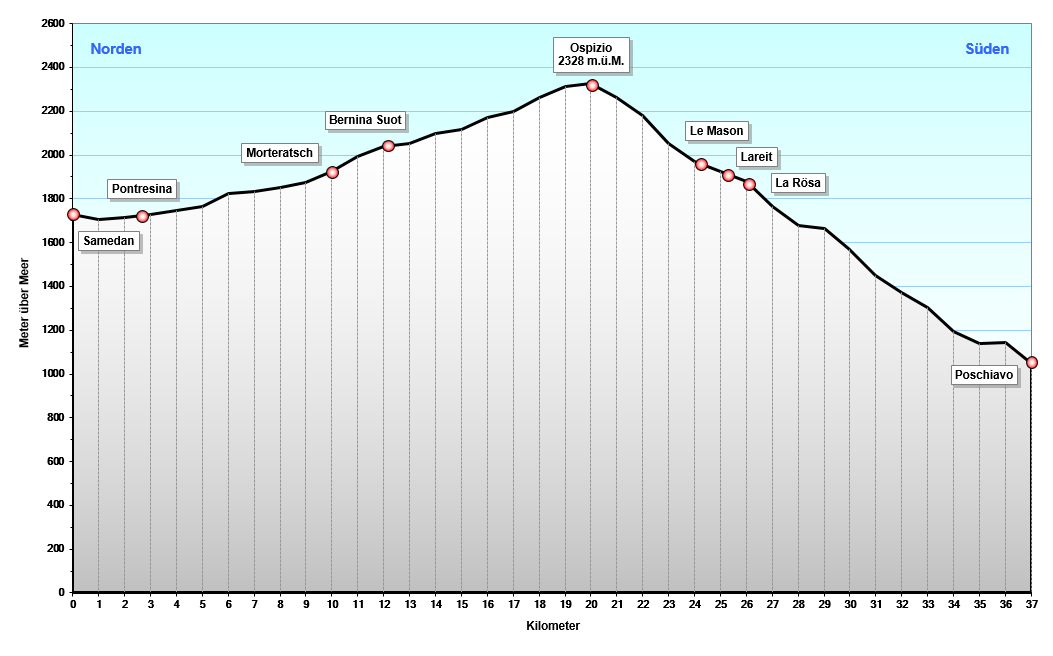
Высотный профиль дороги на перевал Бернина от Замедана до Поскьяво

## Фотографии

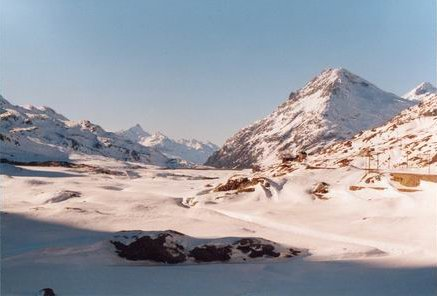
Перевал Бернина от горного приюта Ospizio Bernina
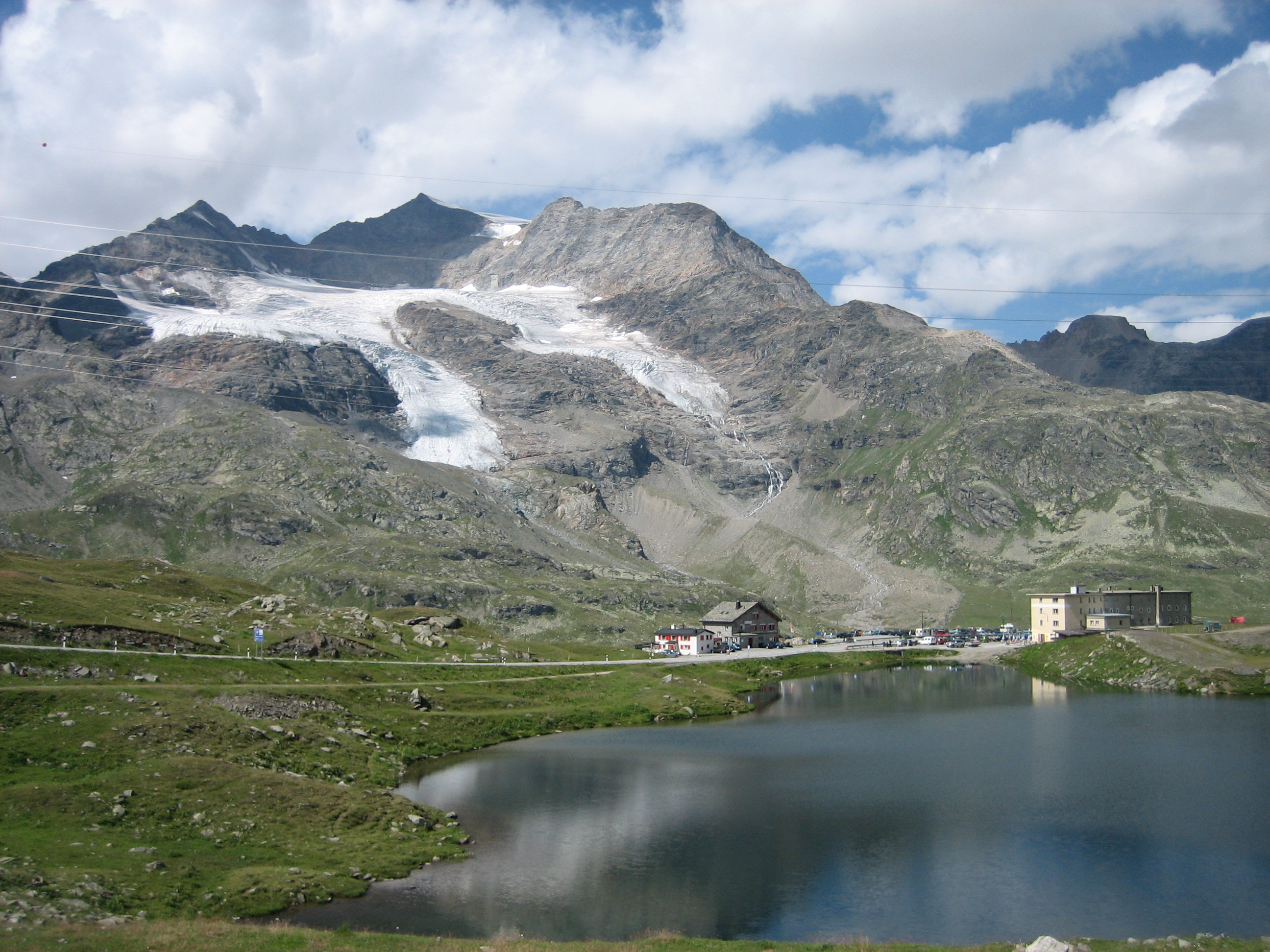
Горный приют (Hospiz) на перевале Бернина
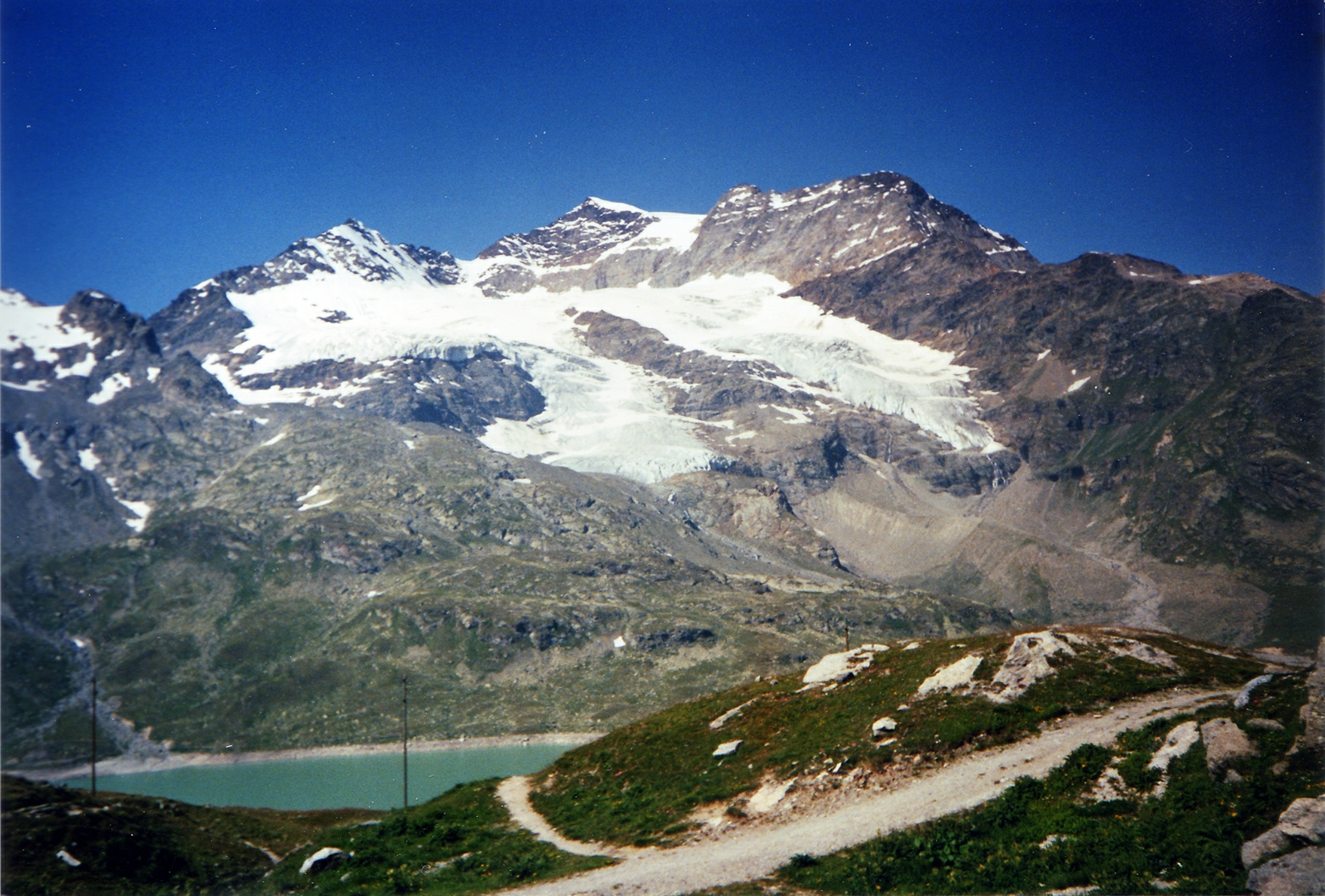
Ледник Cambrenagletscher, 1992
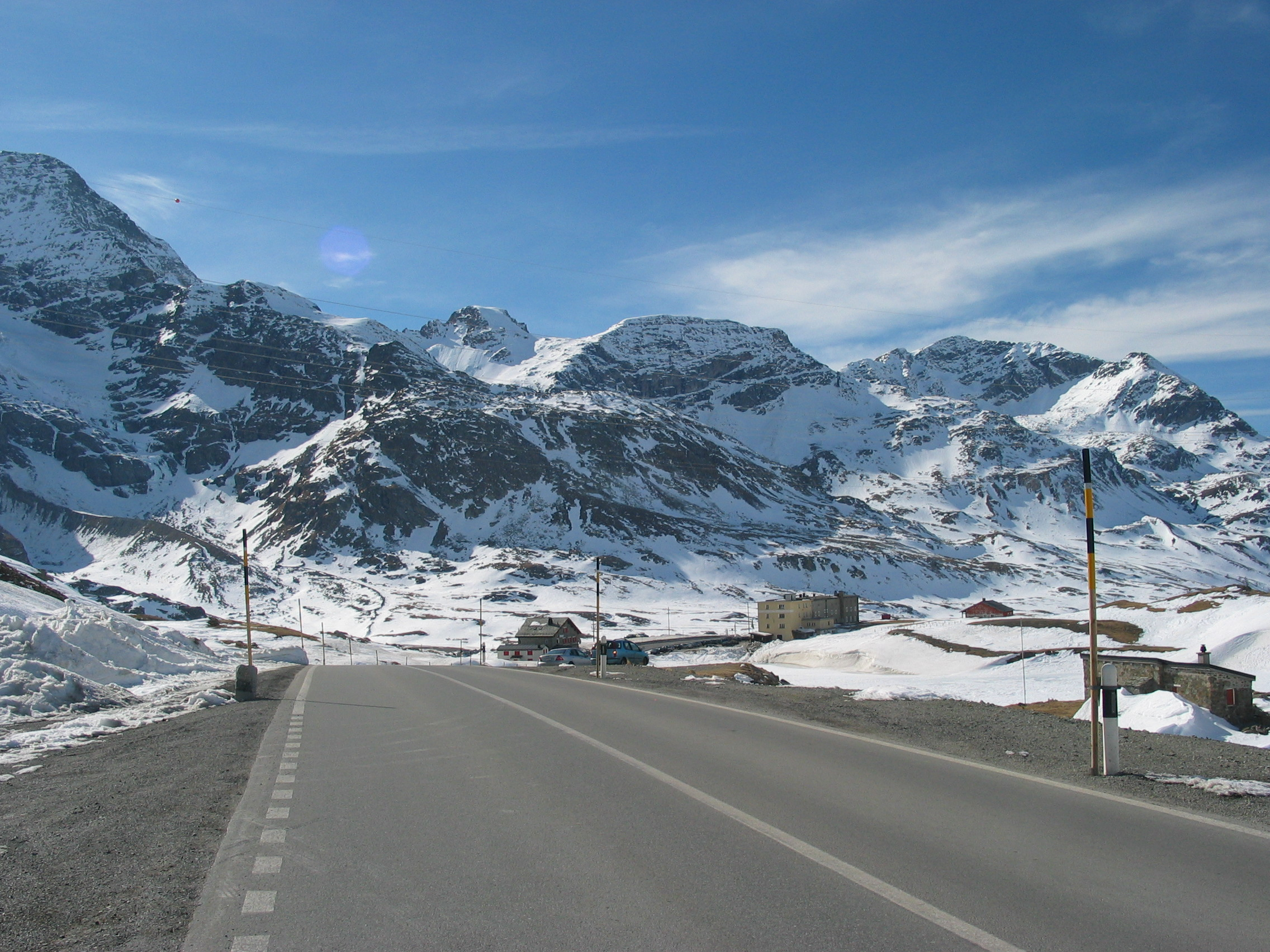
Горный приют Ospizio Bernina
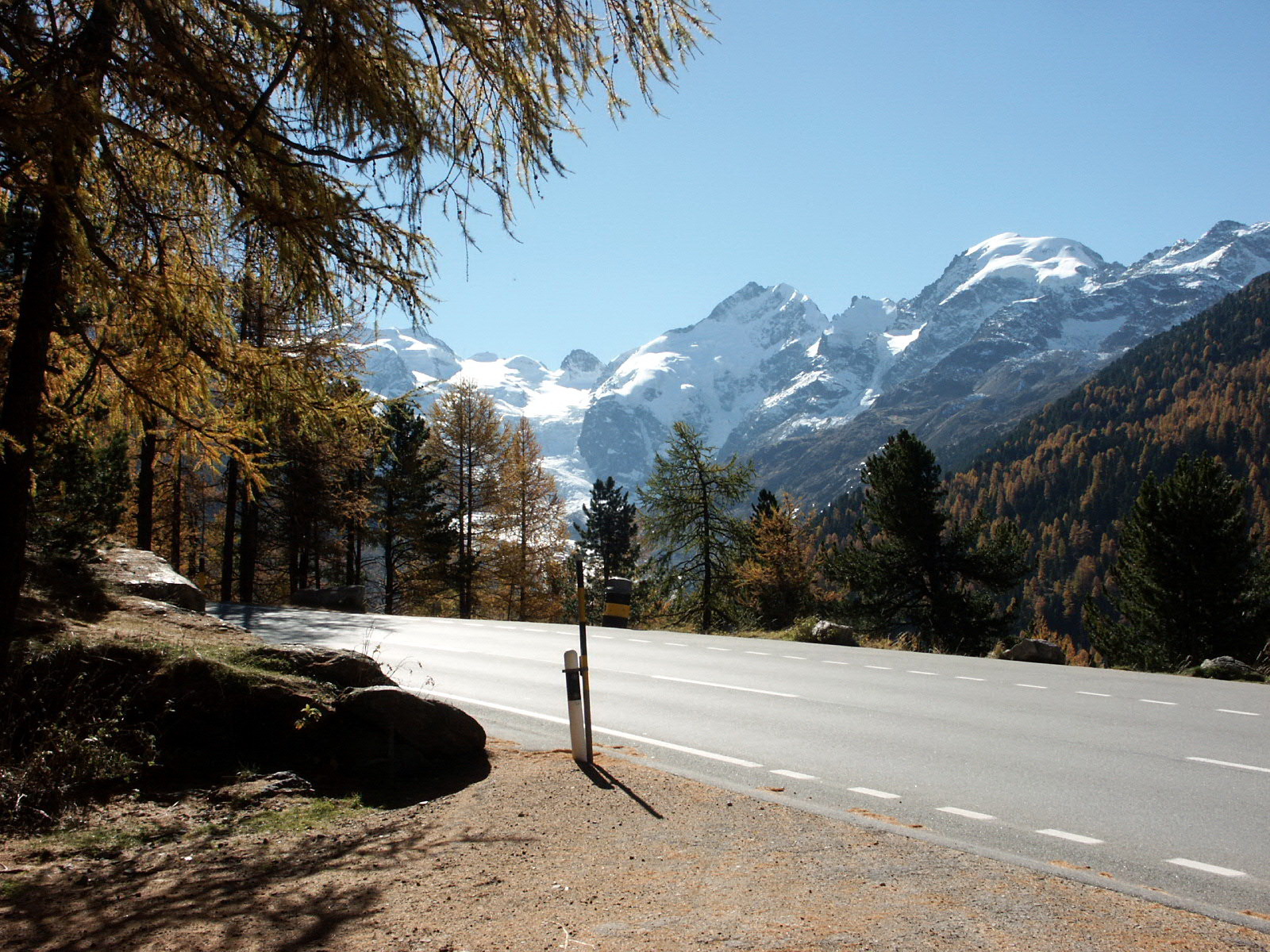
Вид от перевала на горный массив Бернина
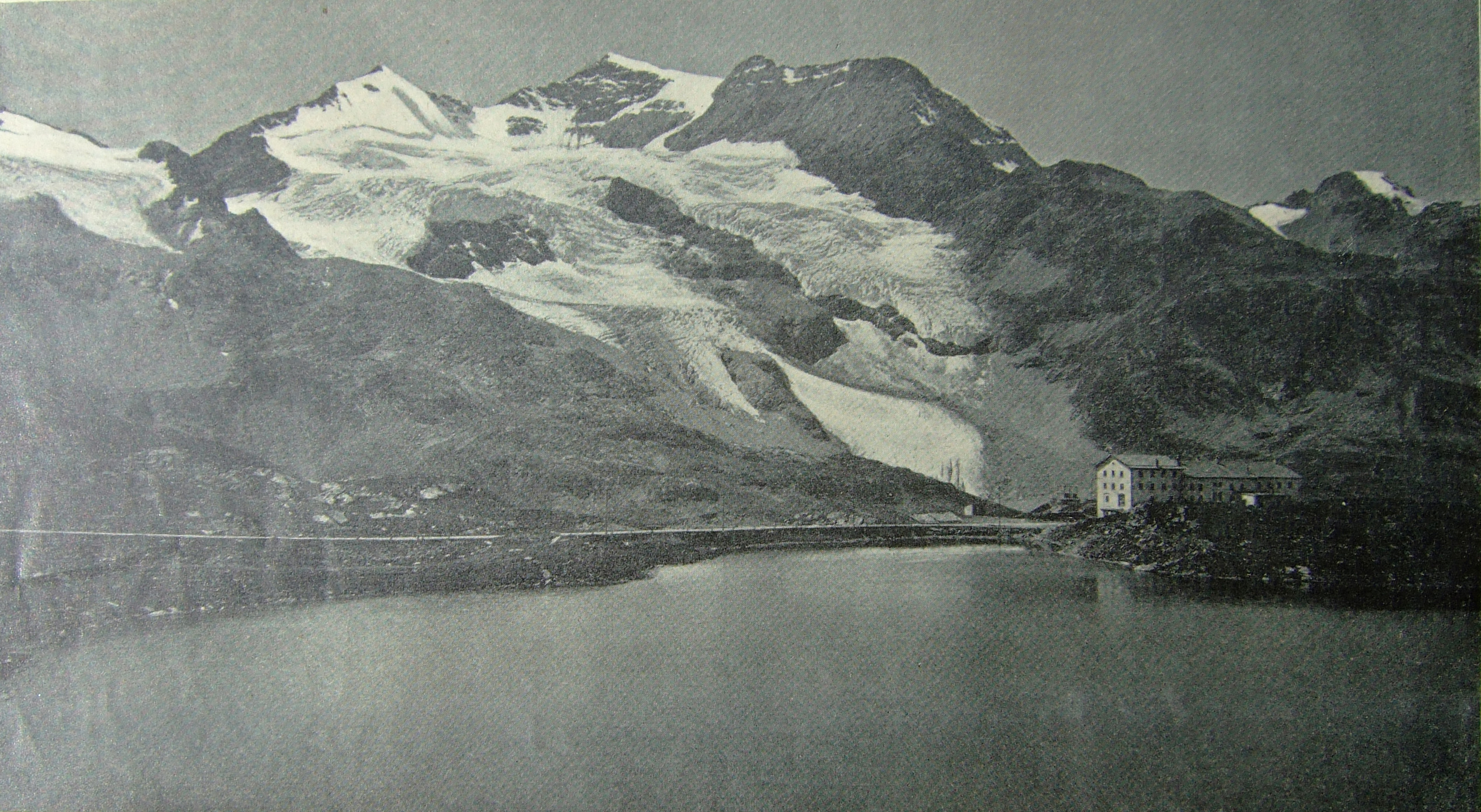
Приют и дорога через перевал в 1904
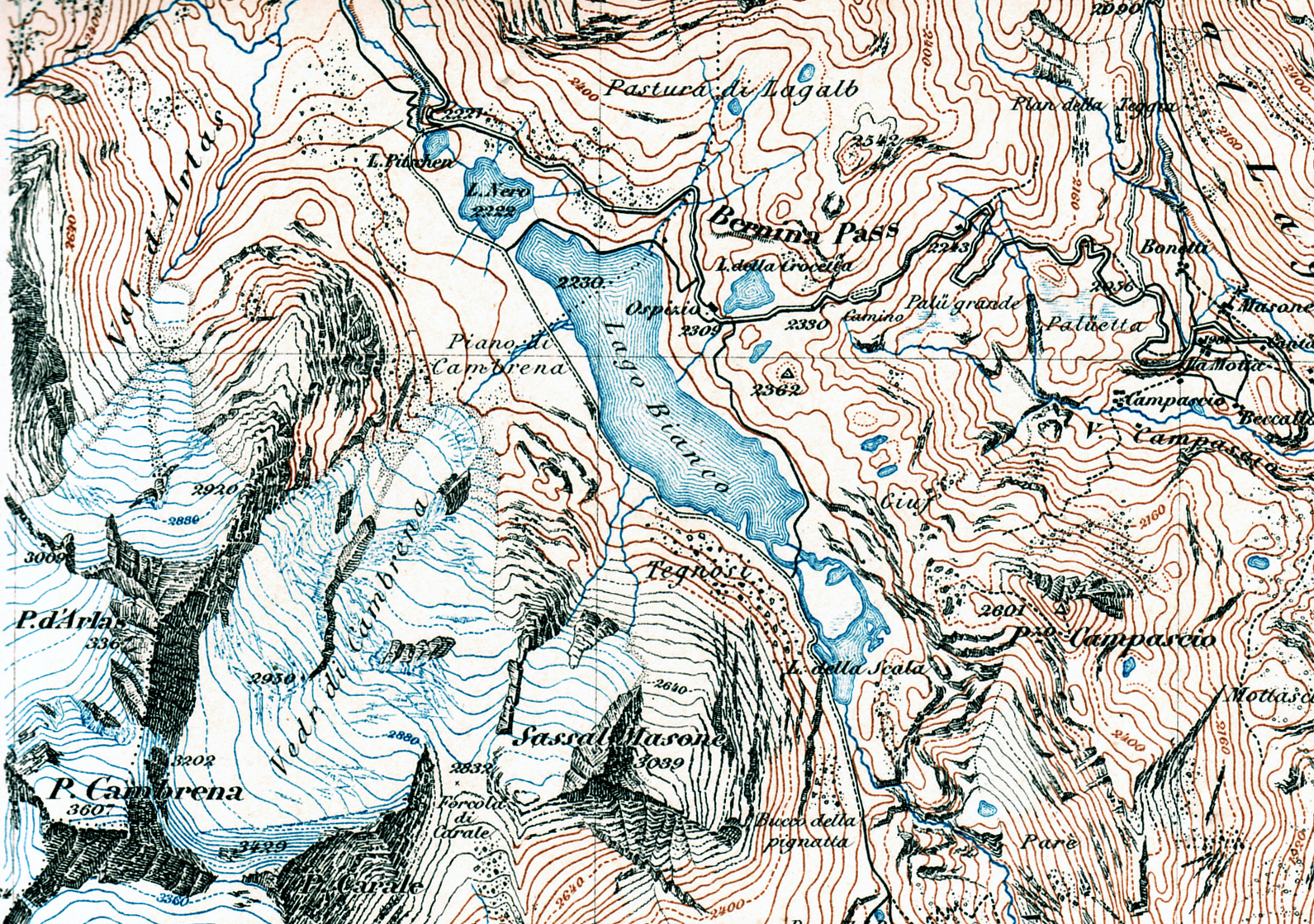
Топографический атлас Швейцарии, 1877